# 假性近视
假性近视是指眼睛類似近視的暫時性變化，是因睫状肌的暫時性痉挛，造成眼睛的折光力增加，成像在視網膜前方的情形。假性近视可能是是因為是副交感神经受激而產生，也可能是因為眼睛或視覺系统疲劳而產生。在調視反應良好的年輕人中，假性近视是常見的情形，常出現在需要長時間看東西或閱讀的情形，例如學生準備考試，或是工作的變化。
假性近视的主要症狀是會間隔性的對較遠的東西看不清楚，特別是在長時間近距離工作後更容易出現，也會有眼睛疲勞的症狀。佩戴近视眼鏡後會暫時看的較清楚。其診斷可以用睫狀肌麻痺的方式進行，在眼睛中滴入像阿托品或是後馬托品之類的散瞳劑。調整閱讀或視物的姿勢也可以減少睫狀肌痙攣的情形。
假性近视的治療和其底層的病因有關。器官性的原因可能包括全身藥物或眼部藥物的影響、腦幹損傷、或是眼部的發炎（例如葡萄膜炎）。功能性的假性近视可以由調整工作環境、調整眼部折射情形，或是進行適當的眼部運動來改善。